# Aalesunds Fotballklubb 2006
Questa voce raccoglie le informazioni riguardanti l' Aalesunds Fotballklubb nelle competizioni ufficiali della stagione 2006.

## Rosa
| N. |                     | Ruolo | Calciatore           |
| -- | ------------------- | ----- | -------------------- |
| 1  | Norvegia (bandiera) | P     | Roar Husby           |
| 2  | Norvegia (bandiera) | D     | Amund Skiri          |
| 2  | Norvegia (bandiera) | D     | Marius Aam           |
| 3  | Islanda (bandiera)  | D     | Haraldur Guðmundsson |
| 4  | Norvegia (bandiera) | D     | Herman Ekeberg       |
| 5  | Norvegia (bandiera) | C     | Erlend Holm          |
| 6  | Norvegia (bandiera) | D     | Peter Werni          |
| 7  | Norvegia (bandiera) | C     | Trond Fredriksen     |
| 8  | Norvegia (bandiera) | A     | Tor Hogne Aarøy      |
| 9  | Brasile (bandiera)  | A     | Dedé                 |
| 10 | Norvegia (bandiera) | A     | Joakim Austnes       |
| 11 | Norvegia (bandiera) | C     | Dag Roar Ørsal       |
| 12 | Norvegia (bandiera) | P     | Andreas Lie          |

| N. |                         | Ruolo | Calciatore           |
| -- | ----------------------- | ----- | -------------------- |
| 13 | Svezia (bandiera)       | D     | Joakim Alexandersson |
| 14 | Francia (bandiera)      | C     | Christian Negouai    |
| 14 | Norvegia (bandiera)     | D     | Thomas Gjørtz        |
| 15 | Camerun (bandiera)      | D     | Gustave Bahoken      |
| 16 | Norvegia (bandiera)     | D     | Bjørn Erik Melland   |
| 17 | Norvegia (bandiera)     | A     | Lasse Olsen          |
| 18 | Norvegia (bandiera)     | C     | Karl Oskar Fjørtoft  |
| 20 | Svezia (bandiera)       | D     | Mattias Nylund       |
| 21 | Norvegia (bandiera)     | C     | Thomas Pedersen      |
| 23 | Norvegia (bandiera)     | C     | Kristoffer Tollås    |
| 24 | Stati Uniti (bandiera)  | P     | Adin Brown           |
| 25 | Sierra Leone (bandiera) | A     | Kabba Samura         |
| 25 | Norvegia (bandiera)     | A     | Stian Johnsen        |